# En sjælden fugl
En sjælden fugl er en dansk kortfilm fra 1999, der er instrueret af Kenneth Kainz efter manuskript af Anders Thomas Jensen.

## Handling
Denne artikel mangler et handlingsreferat. Hjælp os med at skrive det.

## Medvirkende
- Martin Brygmann - Halfdan
- Sofie Gråbøl - Astrid
- Frits Helmuth - Dr. Flage
- Jesper Christensen - Josef
- Sigurd Emil Roldborg - Bjarne
- Lukas Stoltz-Andersen - Halfdan som barn